# Omaira Montoya Henao
Omaira Montoya Henao (Medellín 1947-?) bacterióloga colombiana, militante del Ejército de Liberación Nacional (ELN), fue una de las primeras víctimas denunciadas de desaparición forzada en Colombia.

## Biografía
Trabajó en el Hospital San Vicente de Paúl de Medellín. Egresada de la Universidad de Antioquia.

## Desaparición
El primer caso de desaparición forzada registrado formalmente en Colombia es el de Omaira Montoya, quien fue detenida por el entonces servicio secreto de la Policía Nacional (F2) en un operativo conjunto con la Segunda Brigada del Ejército Nacional, el 9 de septiembre de 1977, en el aeropuerto Ernesto Cortizzos de Barranquilla.
El 14 de septiembre de 1977, se presentaría el Paro Cívico Nacional de 1977, durante el gobierno de Alfonso López Michelsen (1974-1978).
Montoya de 30 años, se encontraba embarazada, cuando fue capturada junto a su esposo Mauricio Trujillo Uribe, los agentes estatales los interceptaron, los subieron a una camioneta y los llevaron a una playa cercana donde los separaron. Tras su detención y luego de sufrir una serie de torturas, Trujillo fue sometido a un consejo verbal de guerra en el cual fue condenado a siete años de prisión por el delito de rebelión. De ella, no se supo más información desde entonces.
Posiblemente la desaparición de Omaira Montoya se debió al secuestro de Alonso Chain Felfle, el 21 de agosto de 1977 en Barranquilla por el ELN.
Trujillo desde la cárcel denunció la desaparición en cartas enviadas a la Procuraduría, se abrieron investigaciones penales y disciplinarias. El 4 de noviembre de 1982, la Procuraduría Delegada para la Policía Nacional concluyó que Omaira Montoya Henao sí había sido capturada por unidades de esa institución el 9 de septiembre de 1977 y que desapareció desde esa fecha.  Fueron identificados 20 miembros de la Fuerza Pública (17 eran de la Policía y tres del Ejército Nacional). Solo 4 fueron destituidos y todos los oficiales fueron ascendidos, incluso durante la tramitación de los procesos penal militar y disciplinario. En esa época la desaparición forzada no estaba tipificada como delito. Este caso se mantiene en la impunidad.
En 1982, se fundó la Asociación de Familiares de Detenidos Desaparecidos (Asfaddes). El 6 de julio de 2000, se promulgó la Ley 589 que, además, creó la Comisión Nacional de Búsqueda de Personas Desaparecidas.
Su caso fue llevado a la Comisión Interamericana de Derechos Humanos,  en una visita que ese organismo hizo al país en abril de 1980. Pero en marzo de 2011, a petición de la familia, la Comisión archivó el estudio del caso. Este caso entre otros fue mencionado en el informe de la Comisión de la Verdad en 2022.

## Homenajes
Ha sido homenajeada en varias manifestaciones artísticas. Su nombre ha sido usado por estructuras militares del ELN.